# معضلة مولينو

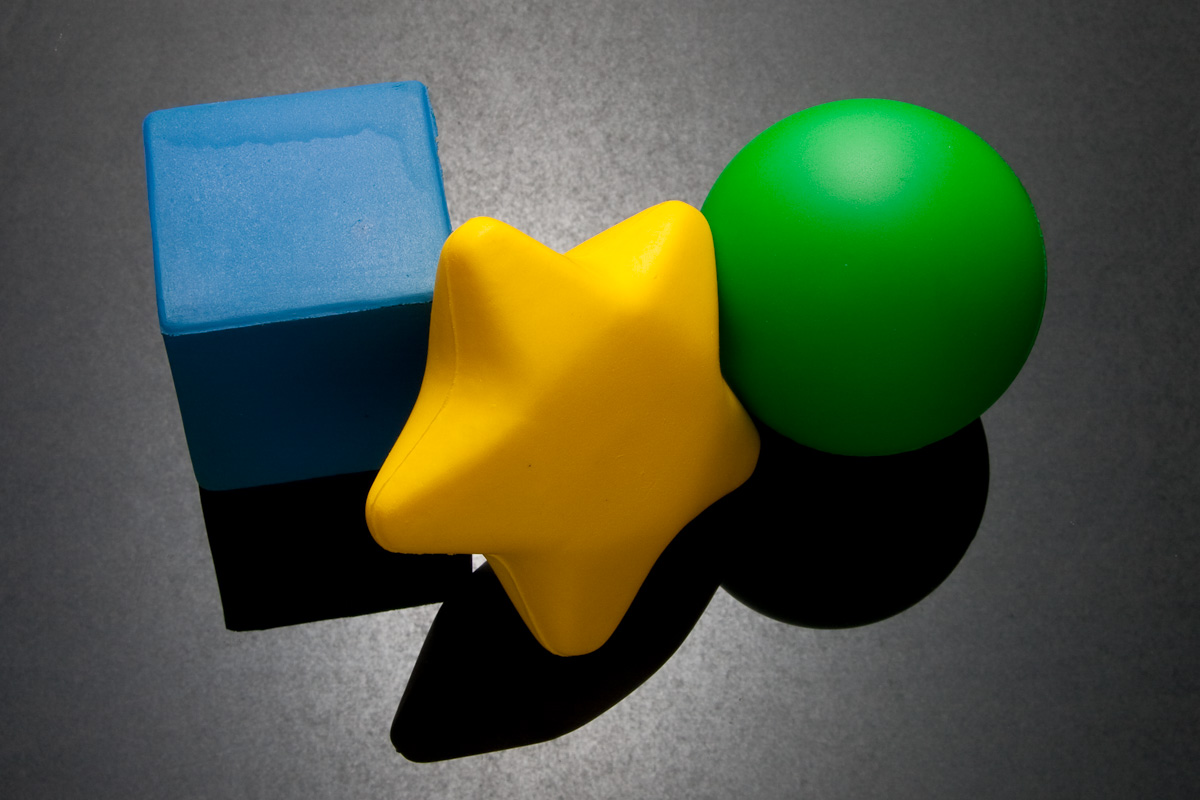
أشكال مختلفة من كرات الضغط (مكعب ونجمة وكرة).

معضلة مولينو هي تجربة فكرية في الفلسفة تتعلق بالشفاء الفوري من العمى. صاغها ويليام مولينو لأول مرة، وأشير إليها بشكل خاص في مقال للفيلسوف جون لوك في كتاب له بعنوان (مقال خاص بالفهم البشري) نشر سنة 1689. تنص المعضلة باختصار: "
وقد ذهب مولينو إلى أن هذا الشخص الأعمى الذي استعاد بصره فجأة لن يتمكن من التمييز بين المكعب والكرة بصريًّا، لأنه قد اكتسب خبرة لكيفية تأثير هذين الشكلين على حاسة اللمس، إلا أنه لم ينل تجربة تأثيرهما على بصره. وهذا ما أيده جون لوك في مقاله.

## ابن طفيل
في الرواية الفلسفية حي بن يقظان لابن طفيل، ظهرت مسألة مشابهه، إلا أن المشكلة المطروحة في رواية ابن طفيل تعاملت مع الألوان لا مع الأشكال كما في طرح مولينو.
وابن طفيل يستخدم مسألته لضرب مثل للصوفي إذا وصل درجة الإدراك، ونصها كالآتي: